# Oest-Belaja
Oest-Belaja (Russisch: Усть-Белая; "monding van de Belaja") is een plaats (selo) en selskoje poselenieje in het district Anadyrski van de Russische autonome okroeg Tsjoekotka, gelegen aan de noordelijke voet van het Gynryretykgebergte, op de zuidelijke oever van de rivier de Anadyr, tegenover de instroom van de Belajarivier. Er wonen 936 mensen (2004) waarvan 656 bestaan uit Tsjoektsjen, Evenen en Joekagieren, die werken voor een grote rendierhouderij.
Er bevinden zich een aantal lage huizen, een aantal flatgebouwen, een middelbare school, internaat, kleuterschool, creatieve school voor kinderen, bibliotheek, postkantoor, winkel, bakker en een streekmuseum over Tsjoektsjische tradities.

## Geschiedenis en vervoer
Oest-Belaja werd gesticht als een van de oudste plaatsen van Tsjoekotka (de meeste plaatsen dateren uit de collectivisatie) door inwoners uit Markovo aan het einde van de 19e, begin 20e eeuw nabij de plek waar de beroemde Tsjoektsjische herder Tenevil leefde. De plaats vormde tussen 1933 en 1957 het bestuurlijk centrum van het district Anadyrski (daarvoor en daarna was dit Anadyr en nu is dit Oegolnye Kopi).
De plaats heeft wegverbindingen met het dorp Snezjnoje in het zuidwesten en de dorpen Otrozjny en Oegesiki verder naar het zuiden. Ook lopen wegen naar de verlaten plaatsen Rassvet en Svetly in het zuiden en Moechomornoje in het noorden. De plaats heeft een haven aan de Anadyr.

## Begraafplaatsen
Het gebied nabij het dorp werd reeds bewoond in het Neolithicum en een aan het einde van de jaren 1950 door Nikolaj Dikov in een Joekagierse begraafplaats gevonden houten harpoentop wijst erop dat er rond 3000 v.Chr. werd gejaagd op walrussen. Deze cultuur wordt sindsdien de Oest-Belajacultuur genoemd. Aan oostzijde van de plaats bevindt zich een oude kozakkenbegraafplaats, die deels werd verwoest tijdens de bouw van een aantal gebouwen in de plaats, toen de hele begraafplaats een kilometer stroomafwaarts werd opgeschoven en herkenbaar is aan de houten kruizen. Tijdens deze verhuizing werd volgens ooggetuigen een begraven kozak aangetroffen met een gouden kruis en een literfles wodka, die daarop werd opgedronken door de verhuizers, die verklaarden dat het de beste wodka was die ze ooit hadden gedronken. Boven het lichaam van deze kozak bevindt zich nu een obelisk.